# Missões diplomáticas do Paquistão

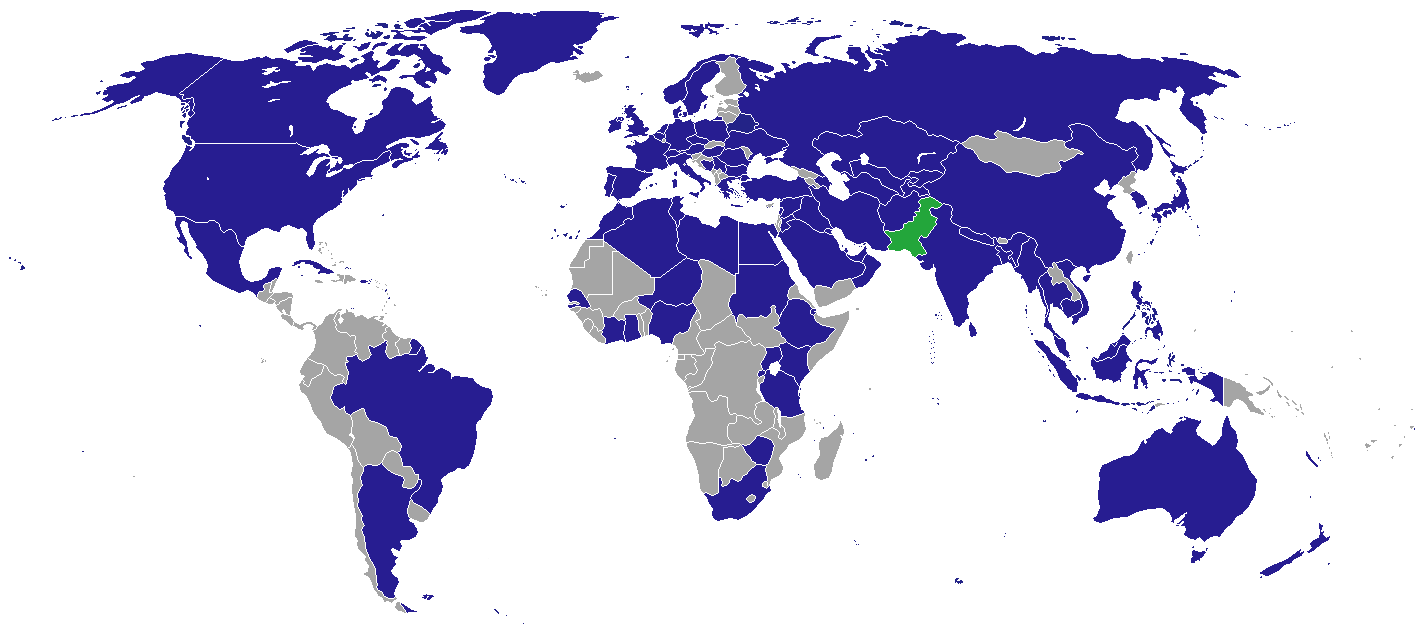
Missões diplomáticas de Paquistão.

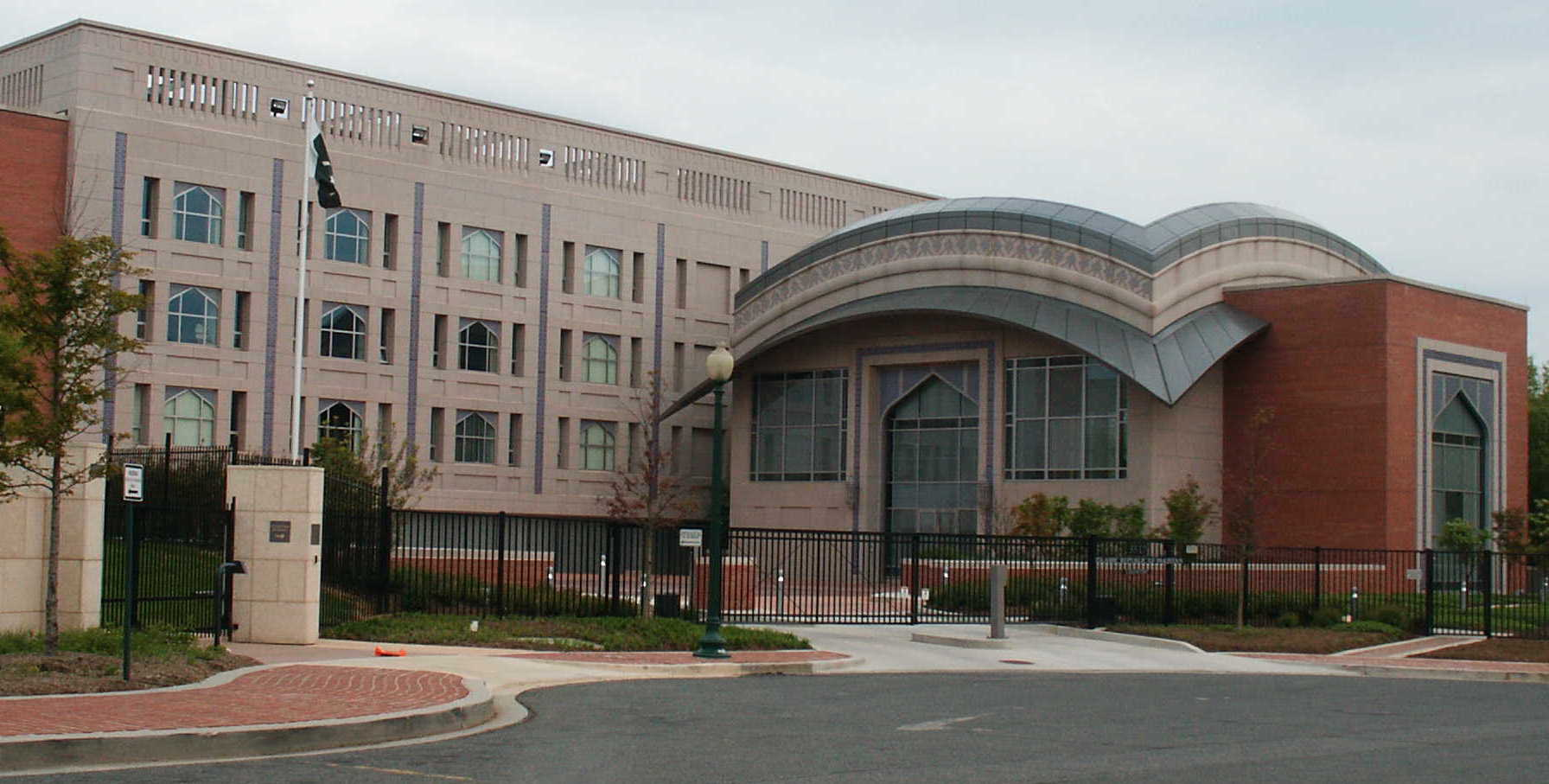
Embaixada do Paquistão em Washington DC, EUA

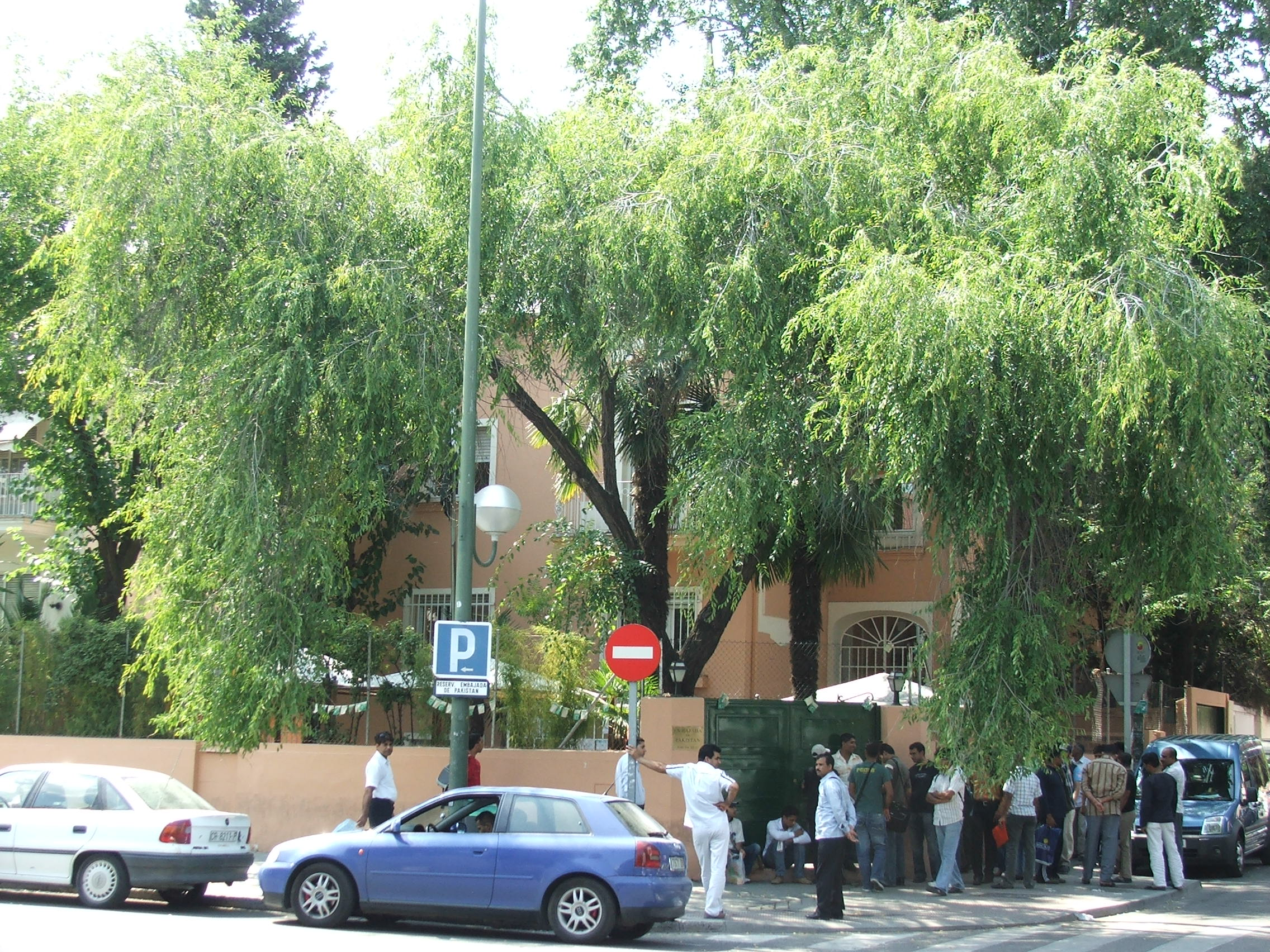
Embaixada do Paquistão em Madrid, Espanha.

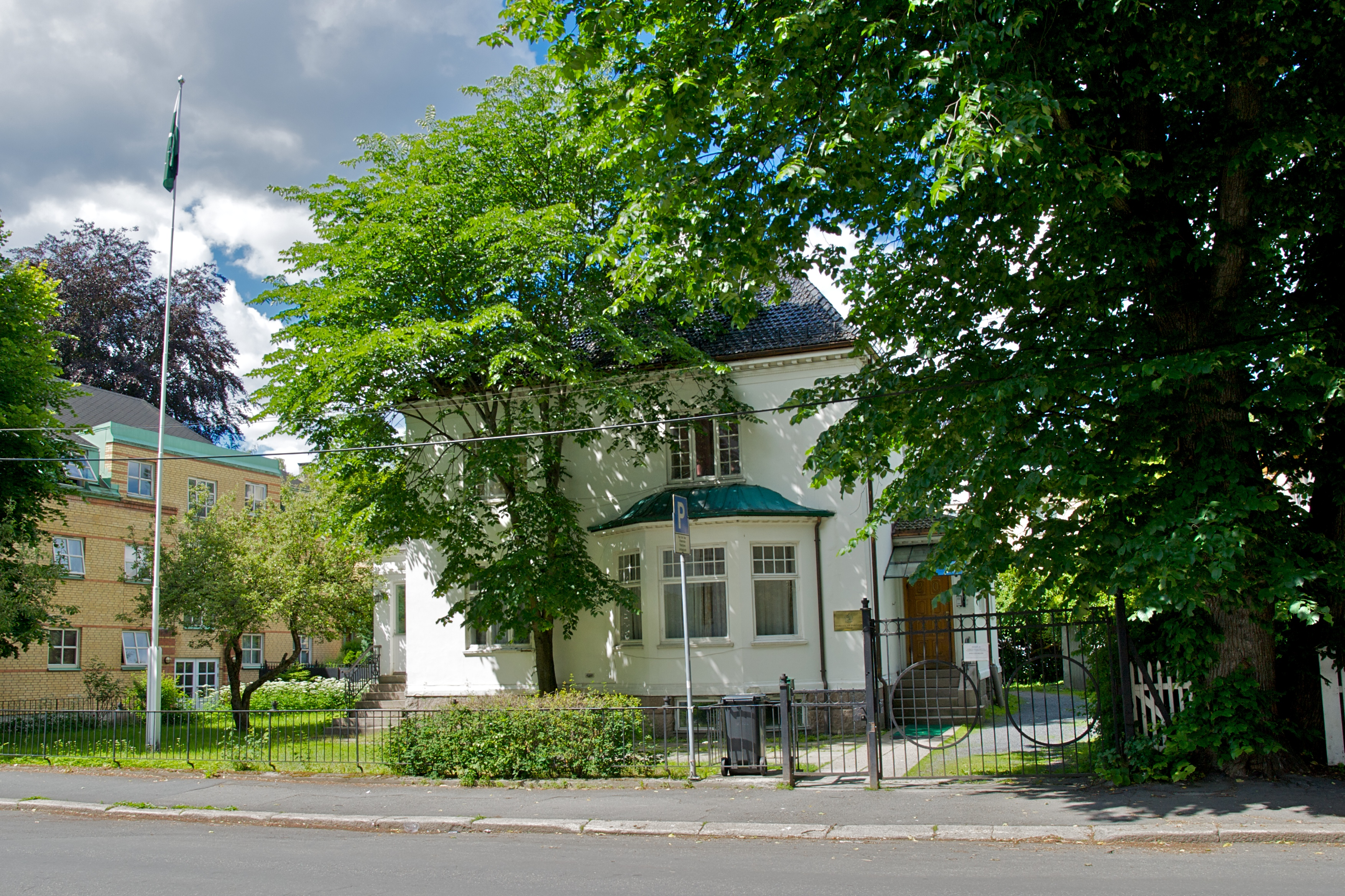
Embaixada do Paquistão em Oslo, Noruega.

Abaixo se encontram as embaixadas e consulados do Paquistão:

## Europa
- Alemanha
  - Berlim (Embaixada)
  - Frankfurt (Consulado-Geral)
- Áustria
  - Viena (Embaixada)
- Azerbaijão
  - Baku (Embaixada)
- Bélgica
  - Bruxelas (Embaixada)
- Bósnia e Herzegovina
  - Sarajevo (Embaixada)
- Dinamarca
  - Copenhague (Embaixada)
- Espanha
  - Madrid (Embaixada)
  - Barcelona (Consulado-Geral)
- França
  - Paris (Embaixada)
- Grécia
  - Atenas (Embaixada)
- Hungria
  - Budapeste (Embaixada)
- Irlanda
  - Dublin (Embaixada)
- Itália
  - Roma (Embaixada)
  - Milão (Consulado-Geral)
- Noruega
  - Oslo (Embaixada)
- Países Baixos
  - Haia (Embaixada)
- Polónia
  - Varsóvia (Embaixada)
- Portugal
  - Lisboa (Embaixada)
- Reino Unido
  - Londres (Alta comissão)
  - Manchester (Consulado-geral)
  - Birmingham (Consulado)
  - Bradford (Consulado)
  - Glasgow (Consulado)
- Chéquia
  - Praga (Embaixada)
- Roménia
  - Bucareste (Embajada)
- Rússia
  - Moscou (Embaixada)
- Sérvia
  - Belgrado (Embaixada)
- Suécia
  - Estocolmo (Embaixada)
- Suíça 
  - Berna (Embaixada)
- Ucrânia
  - Kiev (Embaixada)

## América
- Argentina
  - Buenos Aires (Embaixada)
- Brasil
  - Brasília (Embaixada)
- Canadá
  - Ottawa (Alta comissão)
  - Montreal (Consulado-geral)
  - Toronto (Consulado-geral)
- Cuba
  - Havana (Embaixada)
- Estados Unidos
  - Washington DC (Embaixada)
  - Los Angeles (Consulado-geral)
  - Nova Iorque (Consulado-geral)
  - Chicago (Consulado)
  - Houston (Consulado)
- México
  - Cidade do México (Embaixada)

## Oriente Médio
- Arábia Saudita
  - Riad (Embaixada)
  - Jedda (Consulado-geral)
- Bahrein
  - Manama (Embaixada)
- Emirados Árabes Unidos
  - Abu Dhabi (Embaixada)
  - Dubai (Consulado-General)
- Irão
  - Teerã (Embaixada)
  - Mashhad (Consulado)
  - Zahedan (Consulado)
- Iraque
  - Bagdá (Embaixada)
- Jordânia
  - Amã (Embaixada)
- Kuwait
  - Cidade do Kuwait (Embaixada)
- Líbano
  - Beirute (Embaixada)
- Omã
  - Mascate (Embaixada)
- Catar
  - Doha (Embaixada)
- Síria
  - Damasco (Embaixada)
- Turquia
  - Ancara (Embaixada)
  - Istambul (Consulado-geral)
- Iêmen
  - Sana (Embaixada)

## África
- África do Sul
  - Pretória (Alta comissão)
- Argélia
  - Argel (Embaixada)
- Egito
  - Cairo (Embaixada)
- Quênia
  - Nairóbi (Alta comissão)
- Líbia
  - Trípoli (Embaixada)
- Marrocos
  - Rabat (Embaixada)
- Ilhas Maurícias
  - Port Louis (Alta comissão)
- Níger
  - Niamey (Embaixada)
- Nigéria
  - Abuja (Alta comissão)
- Senegal
  - Dakar (Embaixada)
- Sudão
  - Cartum (Embaixada)
- Tunísia
  - Túnis (Embaixada)
- Zimbabwe
  - Harare (Embaixada)

## Ásia
- Afeganistão
  - Cabul (Embaixada)
  - Herat (Consulado-geral)
  - Jalalabad (Consulado-geral)
  - Candaar (Consulado-geral)
  - Mazar-e Sharif (Consulado-geral)
- Bangladesh
  - Dacca (Alta comissão)
- Brunei
  - Bandar Seri Begawan (Alta comissão)
- Camboja
  - Phnom Penh (Embaixada)
- China
  - Pequim (Embaixada)
  - Chengdu (Consulado-geral)
  - Cantão (Consulado-geral)
  - Hong Kong (Consulado-geral)
  - Xangai (Consulado-geral)
- Coreia do Norte
  - Pyongyang (Embaixada)
- Coreia do Sul
  - Seul (Embaixada)
- Filipinas
  - Manila (Embaixada)
- Índia
  - Nova Deli (Alta comissão)
- Indonésia
  - Jacarta (Embaixada)
- Japão
  - Tóquio (Embaixada)
- Cazaquistão
  - Almaty (Embaixada)
- Quirguistão
  - Bisqueque (Embaixada)
- Malásia
  - Kuala Lumpur (Alta comissão)
- Maldivas
  - Malé (Alta comissão)
- Myanmar
  - Rangum (Embaixada)
- Nepal
  - Katmandu (Embaixada)
- Singapura
  - Singapura (Alta comissão)
- Sri Lanka
  - Colombo (Alta comissão)
- Tailândia
  - Bangkok (Embaixada)
- Tajiquistão
  - Dushanbe (Embaixada)
- Turquemenistão
  - Asgabate (Embaixada)
- Uzbequistão
  - Tashkent (Embaixada)
- Vietname
  - Hanói (Embaixada)

## Oceania
- Austrália
  - Camberra (Alta comissão)
  - Sydney (Consulado-geral)
- Nova Zelândia
  - Wellington (Alta comissão)

## Organizações multilaterais
- Bruxelas (Missão permanente ante a União Europeia)
- Genebra (Missão permanente ante as Nações Unidas e outras organizações internacionais)
- Nairóbi (Missão permanente ante as Nações Unidas e outras organizações internacionais)
- Nova Iorque (Missão permanente ante as Nações Unidas)
- Paris (Missão permanente ante a Unesco)
- Roma (Missão permanente ante a Organização das Nações Unidas para a Alimentação e a Agricultura)
- Viena (Missão permanente ante as Nações Unidas)